# Frank Spellman
Pour les articles homonymes, voir Spellman.
Frank Spellman est un haltérophile américain, né le 17 septembre 1922 à Malvern (Pennsylvanie) et mort le 12 janvier 2017 à Gulf Breeze.

## Palmarès

### Jeux olympiques
- Médaille d'or aux Jeux de 1948 à Londres, Grande-Bretagne

### Championnats du monde
- Médaille de bronze en 1946 à Paris (France)
- Médaille d'argent en 1947 à Philadelphie (États-Unis)